# ایذه
ایذه (به لری: مالِمیر) شهری در شمال‌شرق استان خوزستان و مرکز شهرستان ایذه است، ایذه در مناطق نیمه کوهستانی قرار دارد این شهر در جنوب غربی ایران واقع شده و یکی از شهرهای مهم خوزستان است. ایذه قطب اکوتوریسم استان خوزستان محسوب می‌شود و این شهر در فاصله ۱۸۰ کیلومتری شمال خاور (شرق) اهواز قرار گرفته است. مردم ایذه قوم لر و از ایل بختیاری هستند و به گویش بختیاری سخن می‌گویند. ایذه در گذشته مرکز اتابکان لر بزرگ بوده است که به پایتخت سرزمین بختیاری هم مشهور است. این شهر از دوره ایلامیان تا کنون به‌طور متدوام سکونتگاه انسان بوده است. ایذه در زبان عیلامی به معنای شهرمیان آب است. این شهر در سال ۱۴۰۲ خورشیدی خواهرخوانده دو شهر رشت و بندرانزلی در استان گیلان شد.

## مردم‌شناسی
مردم ایذه، لر بختیاری هستند و به زبان لری با گویش بختیاری گفتگو می‌کنند.
طایفه‌های ساکن ایذه، اغلب از طایفه‌های ایل هفت لنگ بختیاری و ایل چهارلنگ بختیاری می‌باشند

## نام‌ها
شهر ایذه از روزگار باستان تا امروز به نام‌های ایذج، اوجا، ایگه، اریگ، ایج، مالمیر یا مال امیر خوانده شده است. بعضی معتقدند نام قدیمی «اینز» و «ایزج» و «ایذه» تبدیل یافته است. به علاوه به‌دلیل وجود زیج‌های بسیار در این ناحیه، این شهر به نام اریگ یا ایج خوانده می‌شده است.
در لغت نامه دهخدا آمده: ایذج. [ذَ] (اِخ) نام قدیمی سرزمینی در ناحیه بختیاری که بعدها مال امیر (مالمیر) نامیده شد و در شهریور ۱۳۱۴ هَ.ش. نام آن به ایذه تبدیل شد.
شعر زیر از حافظ است که در آن به ایذج اشاره شده:
بعد از این نشگفت اگر با نکهت خلق خوشت
خیزد از صحرای ایذج نافه مشک ختن
در کتاب مُعْجَم البُلدان و سفرنامه ابن بطوطه آمده: ثم سافرنا من مدینة تستر… و وصلنا الی مدینة ایذج و تسمی ایضاً مال الامیر. (ابن بطوطه) (ترجمه: سپس از شهر شوشتر سفر کرده و… به شهر ایذج می‌رسیم که به آن مال امیر یا مالمیر نیز گفته می‌شود)
ایدیده یا ایدیذ عیلامی
با توجه به اینکه تمدن عیلام در منطقه کوهستانی کنونی بختیاری قرار داشته است و شهر ایدیده از شهرهای مهم آن بوده است و ایدیذه به معنای شهر کنار آب آمده است و به‌دلیل قرار گرفتن ایذه کنونی در کنار تالاب شط (میانگران) ممکن است ایدیده همان ایذه کنونی بوده است. شباهت میان حروف ایدیده با حروف ایذه نیز می‌تواند دلیل بر این مدعا باشد.
ایزج یا ایذج
بیشتر مورخان در آثار خود این شهر را با نام ایزج ذکر کرده‌اند چنان‌که ابن حوقل در صوره الارض ابودلف در سفرنامه، مقدسی در احسن التقاسیم حمدالله مستوفی در نزهه القلوب از این شهر با نام ایزج یاد کرده‌اند.
اصطخری در مسالک و الممالک از ایزج اسم برده و این شهر را جزو خوزستان دانسته است و قزوینی در آثار البلاد به ایزج اشاره نموده و حدود جغرافیایی و آثار تاریخی آن را ذکر نموده است. طبری در تاریخ الرسل و الملوک و ابن ایثر در تاریخ کامل این شهر را با نام ایزج ذکر نموده‌اند.
در دوره ساسانیان از احداث و توسعه راه‌ها در منطقه سخن به میان آمده است. عده‌ای از مورخان برخی ایل راه‌های کنونی بختیاری را یادگار آن دوران دانسته‌اند.
از واپسین روزگاران هخامنشی خاستگاه الیمایی‌ها (بازماندگان ایلامیان) بوده است که هم‌زمان با دورهٔ سلوکی- پارت، بسته به شرایط قلمرو خود را گسترش می‌دادند. پیکره{مجسمه} مفرغین مرد شمی از آن دوره است. در دوره ساسانی به نام ایذه خوانده شد و با گشودن آن به دست مسلمانان ایذج نامیده شد. اتابکان لر که در سدهٔ پنجم هجری پدیدار شدند، بدان مالمیر می‌گفتند، نامی که همچنان بر سر زبان هاست. در سال ۱۳۳۷ با تلاش‌های محمدجوادخان درگاهی که حاکمیت قشلاقات بختیاری را داشت و با مکاتباتی که با وزارت کشور انجام داد تحت عنوان شهر با آن موافقت شد.
نام ایذه نامی بسیار باستانی است و از دوران پیش از ساسانیان رایج بوده است. این شهر در دوره‌هایی نام‌های دیگری نیز داشته است نام مالمیر که همان مال امیر (آبادی و جایگاه و پایتخت امیران و بزرگان اتابکی بختیاری) است (مال در زبان لری بختیاری به معنی آبادی، املاک و دارایی‌ها است) بیشتر در زمان هزاراسپیان که به اتابکان لر بزرگ مشهور شده‌اند کاربرد داشته است.
واژه باستانی ایذه در سده‌های اخیر به کلی فراموش شده بود تا این که در زمان پهلوی اول، بار دگر زنده شد و در تیرماه ۱۳۱۴ هـ. ش، از سوی فرهنگستان ایران به نام پیشین خود، ایذه نامگذاری شد.

## پیشینه تاریخی

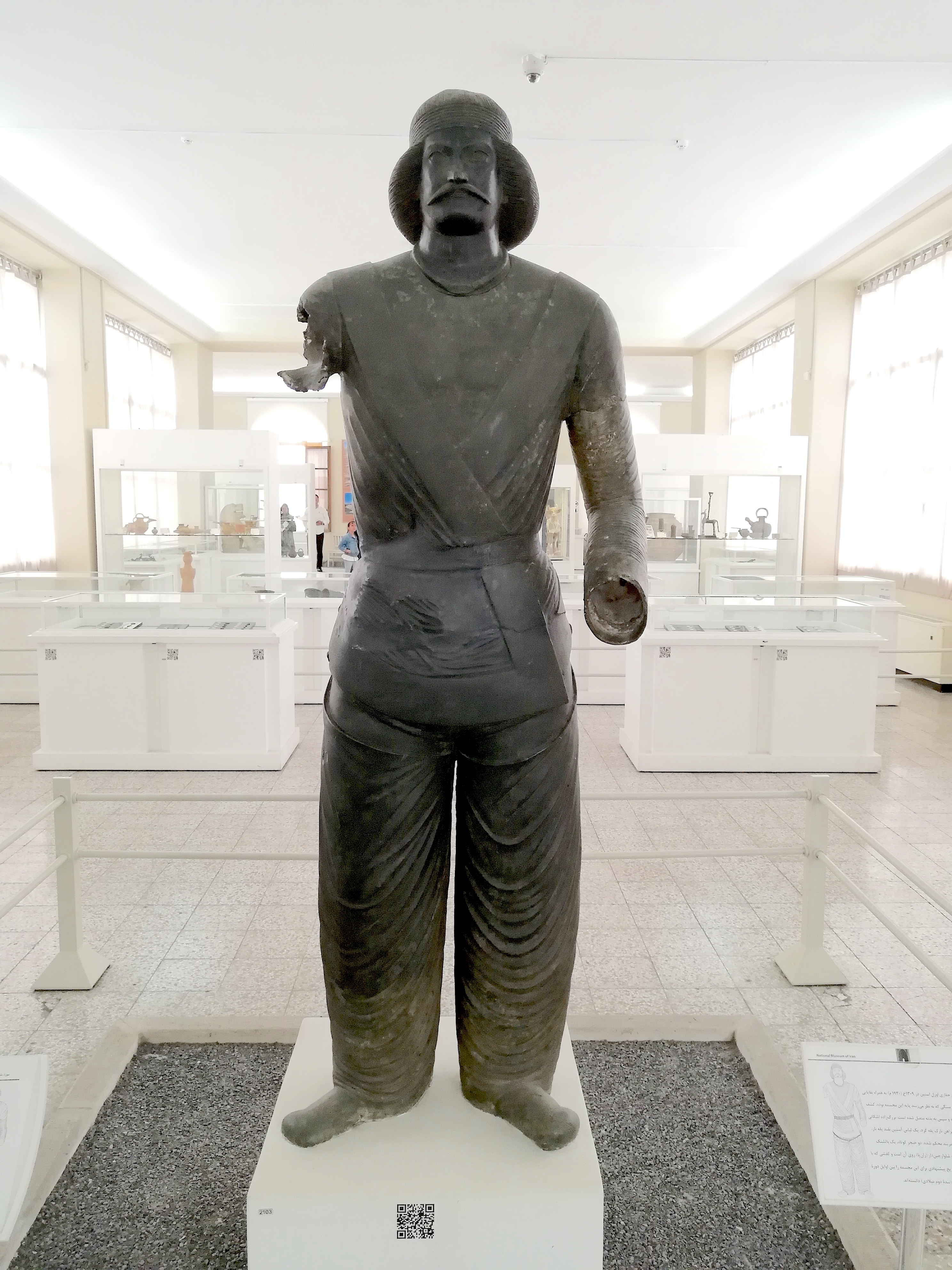
تندیس مرد الیمایی یافت شده از شمی ایذه

از آثار به دست آمده ایذه ازجمله نگاره‌ها و نقش برجسته‌های عیلامی (اولین حجاری‌های ایران باستان قبل از هخامنشیان)، می‌توان نتیجه گرفت که آنجا مرکز مهمی در زمان عیلامی‌ها بوده است. این آثار به دو دسته آثار عیلام قدیم و نو تقسیم می‌شود که به شرح زیر می‌باشند:
دوره عیلام قدیم: این دوره به دودمان آنزان متعلق است که چندین بار توسط حاکم اور نابود گشت. آثار باقی‌مانده از این دوره به شرح ذیل است:
- نقش برجسته شاهسوار: شاهسوار جایگاهی باستانی در حومه ایذه است که در آن آثار باستانی ازجمله نقش برجسته‌ای متعلق به دوره عیلام قدیم (سده ۲۰ ق. م) واقع شده است. این نقش برجسته به احتمال زیاد نمایانگر صحنه بارعام یک پادشاه یا ابراز بندگی در مقابل یک خدا است.
- نقش برجسته خونگ اژدر: این جایگاه به خونگ نوروزی نیز معروف است و در نزدیکی دریاچه میانگران (۱۲ کیلومتری شمال ایذه) واقع شده است که نقش برجسته‌های آن مانند شاهسوار حجاری شده است.

دوره عیلام نو: ایذه در دوره عیلام نو «آیاپیر» نامیده می‌شده است  و پادشاهان آن به صورت مستقل زیر نظر سوخالماهو وزیر اعظم عیلام حکومت می‌نمودند. حکومت عیلام در این دوران به صورت اتحادیه‌ای بود و متشکل از تعدادی حکومت‌های محلی مستقل اداره می‌شد.
آثار این دوره عبارتند از:
- کول فره (کول فرح): کول فره بررسی دره مانند در کوه‌های اطراف دشت، واقع در ۷ کیلومتری شمال شرقی ایذه است که در عصر عیلام نو به عنوان نیایشگاهی باز مورد استفاده قرار می‌گرفته است. در این شکاف ۶ نقش برجسته به همراه نوشتارهای عیلامی (میخی) اطلاعات تاریخی ارزشمندی را در اختیار می‌گذارند. بیشتر این نقش برجسته‌ها مراسم مذهبی یا میهمانی‌های هانی شاه، پسر تاهی هی (تاخی هی) حاکم دست نشانده آیاپیر از طرف شوتروک ناهونته را یادآور می‌نمایند. از نکات جالب توجه این نقش برجسته‌ها می‌توان به آداب و رسوم امور مذهبی عیلام اشاره نمود که در آن کاهنان درحال قربانی کردن حیوانات و نوازندگان درحال نواختن موسیقی و مردم یا بزرگان دارای حالتی خاص (شاید حالت خلسه) در نیایش و حمل خدایان می‌باشند.[۱۶]
- نقش برجسته شهسوار: از کهن‌ترین نقش برجسته‌های مربوط به دوره عیلامی می‌باشد که در انتهای جاده منتهی به روستای کهباد یک در دل کوه نقش بسته است. قبرستان شهسوار، از گورستان‌های باستانی پوشیده از شیرهای سنگی منطقه بختیاری، در این روستا واقع است.
- اشکفت سلمان: تنگه‌ای در کوه الهک واقع در جنوب غربی ایذه است. در این تنگه چهار نقش برجسته وجود دارد که تمامی آن‌ها به هانی تعلق دارند که بیشتر به خانواده سلطنتی و خدایان اشاره نموده است. در این جایگاه باستانی روزگاری نیایشگاه «تاریشا» وجود داشته است.

براساس برخی روایات تاریخی، اسکندر پس از ورود به ایران و توقف در همدان به خاطر مرگ هفستیون سردار جوان خود سخت آشفته شد و دستور داد که یال‌های اسب و قاطرها را بچینند و کنگره‌های برج و باروها را برافکنند. سپس غیب وی وی از طرف ژوپی تر، هفستیون را نیم خدایی نامید و برای آمرزش وی قربانی طلب کرد. بالاخره اسکندر برای اینکه در جنگ تسلی بیابد، به مملکت کوسی‌ها رفته و پس از مطیع کردن آن‌ها شکار انسان ترتیب داد و امر نمود تفاوتی بین مرد و زن، بزرگ و کوچک نگذاشته و همه را بکشند و این قصابی وحشت‌انگیز را قربانی دفن هفستیون نامید. این حادثه در کوه‌های بختیاری در ایذه اتفاق افتاد.
از این دوران و سپس از دوران پارتی چندین مجسمه و چند نقش برجسته و… باقی مانده است. از این زمان به بعد، ایذه مستقل اداره و به نام الیمائید خوانده می‌شد.
آثار این دوره عبارتند از:
- خونگ یارعلی وند: در این جایگاه باستانی که در ۳ کیلومتری خونگ اژدر واقع شده است، نقش برجسته‌ای شامل دو فرد الیمایی در یک مراسم آیینی وجود دارد.
- خونگ کمال وند: این جایگاه باستانی در ۴ کیلومتری شمال خونگ یار علی وند واقع شده و دارای نقش برجسته‌ای به همراه کتیبه‌ای الیمایی است.
- خونگ اژدر:[۱۸] (۱۴۲ ق. م) درست پشت تخته سنگی که نقش برجسته عیلام قدیم قرار داشت، نقش برجسته‌ای متعلق به زمان پارتی‌ها قرار دارد که مهرداد اول (منبع :مطابقت تصویرشاه درنگارکند خونگ اژدر با تصویر سکه مهرداد اول اشکانی) شاه اشکانی را به همراه افراد بلندپایه الیمایی نشان می‌دهد.
- قلعه کژدمک: در ارتفاعات خونگ اژدر قلعه‌ای از لاشه سنگ و ساروج و خشت با تاقهای هلالی و سنگی واقع شده که در این ناحیه به «قلعه کژدمک» معروف است. این قلعه احتمالاً در زمان اردشیر ساسانی متروک شده است.

. و برای نخستین بار آنان بودند که ایذه را مالمیر یا مال امیر (ملک امیر) نامیدند:
«از تستر (شوشتر) حرکت کردیم. سه روز از کوه‌های بلند راه می‌رفتیم تا به شهر ایذه رسیدیم، ایذه را مال الامیر نیز می‌نامند.»
آثار دوره اتابکان لر بنایی از لاشه سنگ است که در اشکفت سلمان پس از حفاری آشکار شد. پس از برافتادن حکومت اتابکان در ۸۵۷ هـ. ق ایذه رو به خرابی گذارد و شهروندان آن به کوچروی روی آوردند. همچنین آثار دوره ایلخانی و مغول از جایگاه باستانی به نام ارگ اتابکی طاق طویله به صورت بنایی سنگی - گچی با آثار گچبری و کاشی کاری در شهر کنونی ایذه به دست آمده است.
از دوره صفویه گورستانی با شیرهای سنگی در شاهسوار وجود دارد که البته تا دوره قاجار هم از آن استفاده می‌کردند.
همچنین نامی از شهرستان ایذه در میان اشعار شاعر بزرگ؛ حافظ شیرازی (که در زمان او نام شهرستان ایزج یا ایذج بوده) وجود دارد:
افسر سلطان گل پیدا شد از طرف چمن
مقدمش یا رب مبارک باد بر سرو و سمن
خوش به جای خویشتن بود این نشست خسروی
تا نشیند هر کسی اکنون به جای خویشتن
خاتم جم را بشارت ده به حسن خاتمت
کاسم اعظم کرد از او کوتاه دست اهرمن
تا ابد معمور باد این خانه کز خاک درش
هر نفس با بوی رحمان می‌وزد باد یمن
شوکت پور پشنگ و تیغ عالمگیر او
در همه شهنامه‌ها شد داستان انجمن
خنگ چوگانی چرخت رام شد در زیر زین
شهسوارا چون به میدان آمدی گویی بزن
جویبار ملک را آب روان شمشیر توست
بعد از این نشکفت اگر با نکهت خلق خوشت
خیزد از صحرای "ایذج" نافه مشک ختن
گوشه گیران انتظار جلوه خوش می‌کنند
برشکن طرف کلاه و برقع از رخ برفکن
مشورت با عقل کردم گفت حافظ می بنوش
ساقیا می ده به قول مستشار متمن
ای صبا بر ساقی بزم اتابک عرضه دار
تا از آن جام زرافشان جرعه‌ای بخشد به من.

## تاریخ معاصر
در اسفند ۱۴۰۳ در ایذه گروهی از معترضان که از جمهوری اسلامی پنهان شده بودند، توسط نیروهای امنیتی محاصره شدند. گروه تصمیم گرفت تسلیم شود، اما نیروهای امنیتی به حمله به گروه ادامه دادند و یک نارنجک به خانه آن‌ها پرداخت کردند.   ابول کورکور که یک زندان سیاسی بود تصمیم به خودکشی کرد تا اینکه به دست ماموران امنیتی به قتل نرسد. قبل از شلیک گلوله به سمت خود او خطاب به مخاطبان اینستاگرام خود  اعلام کرد: « نه هیچ راهی ندارد. ایران خداحافظ.»  
ابول کورکور دوست مصطفی احمدپور بود که در سال ۲۰۲۳ توسط نیروهای امنیتی ربوده و کشته شد. سه عضو دیگر از مخالفان حكومت دستگیر شدند.  ایذه پیشتر شاهد اعتراضات گسترده‌ای از جنبش "زن، زندگی، آزادی" پس از مرگ کیان پیرفلک، پسر ۹ ساله‌ای بود که توسط نیروهای امنیتی در حالی که در خودرو بود، هدف گلوله قرار گرفت. پویا مولایی‌راد، پسرعمه مادر کیان، نیز توسط نیروهای امنیتی مورد اصابت گلوله قرار گرفت. او بر اثر اصابت گلوله جان باخت.

## وضعیت طبیعی
شهر ایذه آب وهوای متفاوتی با بقیهٔ شهرستان‌های خوزستان دارد.
اقلیم و بارندگی
میانگین بارش سالانه ایذه ۶۴۴ میلیمتر است. ایذه رتبه اول بارش سالانه را دربین مراکز شهرستان‌های خوزستان را دارد و اقلیم مدیترانه ای از نوع نیمه کوهستانی دارد که ویژگی بارز این اقلیم تابستان‌های نسبتاً گرم و زمستان‌های کمی سرد و پربارش را دارا می‌باشد. میانگین اختلاف دمای سالانه ایذه ۲۱ درجه است. بارندگی خوب در فصل زمستان از یک سو و توپوگرافی کوهستانی دشت ایذه هم از یک سو باعث شده تا ایذه در فصل بهار تعداد بی شماری گردشگر را به سوی خود جذب کند.
داده‌های اقلیم ایذه به شرح زیر است
| داده‌های اقلیم ایذه، ایران                   | داده‌های اقلیم ایذه، ایران | داده‌های اقلیم ایذه، ایران | داده‌های اقلیم ایذه، ایران | داده‌های اقلیم ایذه، ایران | داده‌های اقلیم ایذه، ایران | داده‌های اقلیم ایذه، ایران | داده‌های اقلیم ایذه، ایران | داده‌های اقلیم ایذه، ایران | داده‌های اقلیم ایذه، ایران | داده‌های اقلیم ایذه، ایران | داده‌های اقلیم ایذه، ایران | داده‌های اقلیم ایذه، ایران | داده‌های اقلیم ایذه، ایران |
| ماه                                         | ژانویه                    | فوریه                     | مارس                      | آوریل                     | مه                        | ژوئن                      | ژوئیه                     | اوت                       | سپتامبر                   | اکتبر                     | نوامبر                    | دسامبر                    | سال                       |
| ------------------------------------------- | ------------------------- | ------------------------- | ------------------------- | ------------------------- | ------------------------- | ------------------------- | ------------------------- | ------------------------- | ------------------------- | ------------------------- | ------------------------- | ------------------------- | ------------------------- |
| سابقهٔ بیش‌ترین °C (°F)                       | ۲۵٫۴ (۷۸)                 | ۲۷٫۸ (۸۲)                 | ۳۵٫۴ (۹۶)                 | ۳۸٫۳ (۱۰۱)                | ۴۱٫۲ (۱۰۶)                | ۴۴٫۶ (۱۱۲)                | ۴۶٫۴ (۱۱۶)                | ۴۳٫۳ (۱۱۰)                | ۴۱٫۳ (۱۰۶)                | ۳۷٫۳ (۹۹)                 | ۲۸٫۳ (۸۳)                 | ۲۶٫۴ (۸۰)                 | ۴۶٫۴ (۱۱۶)                |
| میانگین بیش‌ترین °C (°F)                     | ۱۳٫۷ (۵۷)                 | ۱۵٫۳ (۶۰)                 | ۱۹٫۹ (۶۸)                 | ۲۶٫۹ (۸۰)                 | ۳۲٫۸ (۹۱)                 | ۳۹٫۲ (۱۰۳)                | ۴۲٫۲ (۱۰۸)                | ۴۲٫۰ (۱۰۸)                | ۴۰٫۰ (۱۰۴)                | ۳۳٫۴ (۹۲)                 | ۲۴٫۴ (۷۶)                 | ۱۷٫۱ (۶۳)                 | ۲۸٫۹۱ (۸۴٫۲)              |
| میانگین کم‌ترین °C (°F)                      | ۲٫۲ (۳۶)                  | ۳٫۴ (۳۸)                  | ۷٫۲ (۴۵)                  | ۱۳٫۲ (۵۶)                 | ۱۶٫۹ (۶۲)                 | ۲۰٫۸ (۶۹)                 | ۲۴٫۳ (۷۶)                 | ۲۳٫۶ (۷۴)                 | ۲۰٫۸ (۶۹)                 | ۱۶٫۰ (۶۱)                 | ۱۰٫۸ (۵۱)                 | ۵٫۳ (۴۲)                  | ۱۳٫۷۱ (۵۶٫۶)              |
| سابقهٔ کم‌ترین °C (°F)                        | −۱۲ (۱۰)                  | −۸ (۱۸)                   | −۲ (۲۸)                   | ۴ (۳۹)                    | ۱۰ (۵۰)                   | ۱۵ (۵۹)                   | ۱۷ (۶۳)                   | ۱۵ (۵۹)                   | ۷ (۴۵)                    | ۳ (۳۷)                    | −۴ (۲۵)                   | −۹ (۱۶)                   | −۱۲ (۱۰)                  |
| بارندگی میلی‌متر (اینچ)                      | ۱۲۸ (۵٫۰۴)                | ۱۱۶ (۴٫۵۷)                | ۴۴ (۱٫۷۳)                 | ۲۱ (۰٫۸۳)                 | ۱۶ (۰٫۶۳)                 | ۰ (۰)                     | ۰ (۰)                     | ۱ (۰٫۰۴)                  | ۰ (۰)                     | ۲۶ (۱٫۰۲)                 | ۸۸ (۳٫۴۶)                 | ۲۰۴ (۸٫۰۳)                | ۶۴۴ (۲۵٫۳۵)               |
| منبع: Climate-data.org سازمان هواشناسی کشور |                           |                           |                           |                           |                           |                           |                           |                           |                           |                           |                           |                           |                           |

رودخانه
کارون
رودخانه کارون که در شمال شهرستان ایذه قرار گرفته از دامنه‌های کوه مافارون و از سمت جنوب شرقی به شمال غربی حرکت می‌کند و به دشت سوسن می‌رسد و بعد از عبور از دشت سوسن از شهرستان ایذه خارج می‌شود. بر روی این رودخانه در نزدیکی دهدز سد کارون سه احداث شده است که بزرگ‌ترین سد برق آبی کشور محسوب می‌شود. کارون بزرگ‌ترین رودخانه کشور است.
مرغاب
این رودخانه فصلی است و در منطقه مرغا قرار گرفته و در ۴۰ کیلومتری ایذه واقع شده.
تالاب
میانگران
تالاب میانگران در فاصله یک کیلومتری غرب ایذه واقع شده. این تالاب بین‌المللی محسوب می‌شود و سالانه ده‌ها نوع پرنده مهاجر زمستان خود را در این تالاب زیبا سپری می‌کنند، این تالاب دائمی است.
بندون
تالاب بندون (بندان) در فاصله ۴ کیلومتری شرق ایذه واقع شده و در فصل بهار بسیار زیبا و دیدنی است و گردشگران زیادی در بهار از این تالاب دیدن می‌کنند و این تالاب ارزشمند از مهم‌ترین کانون‌های آبگیر در استان خوزستان به حساب می‌آید.

## آثار باستانی

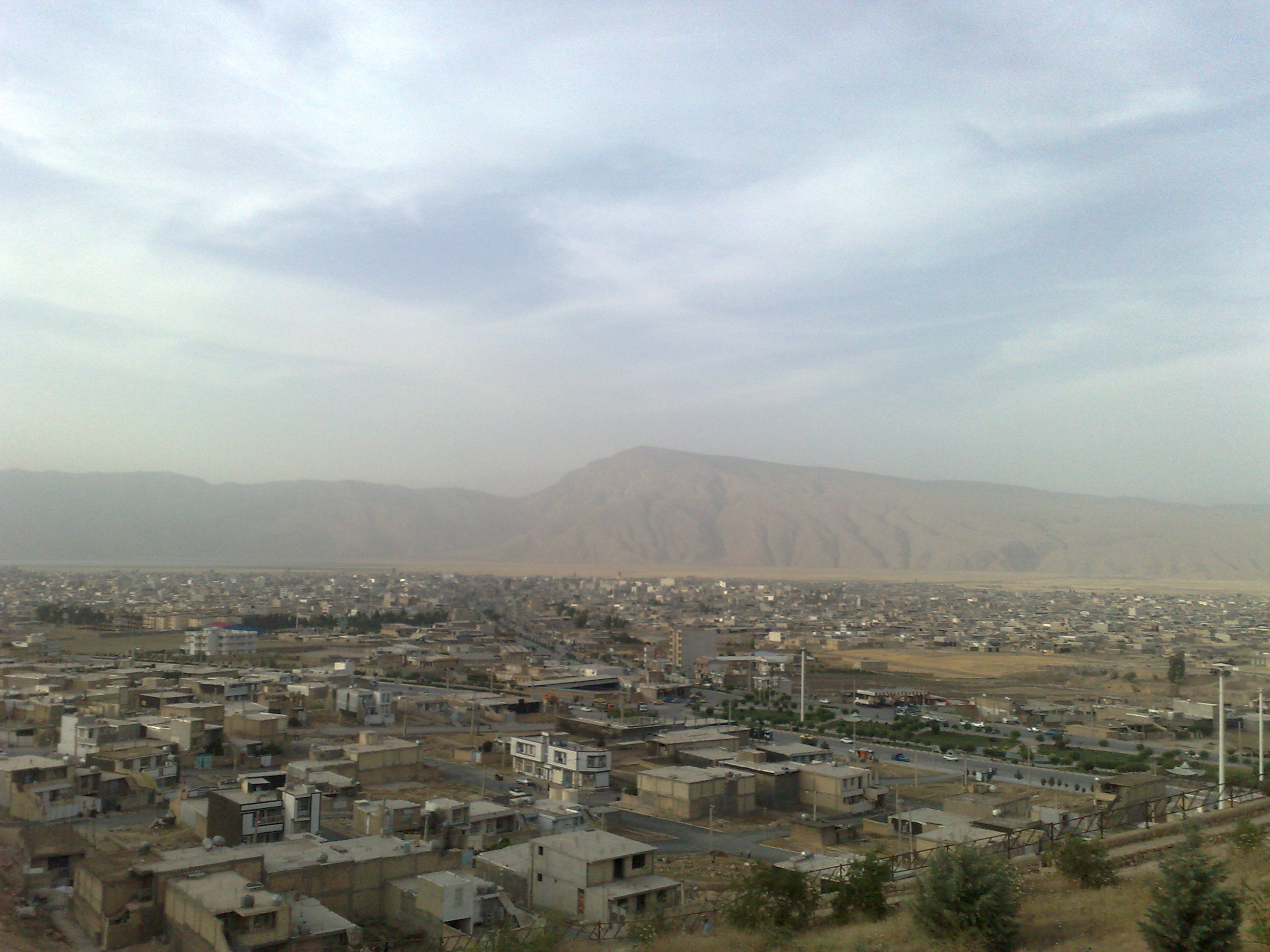
تصویر پانوراما از ایذه

یاشوسن به گفته بعضی مورخان همان محل قصر شوسن مذکور در تورات است که در ایذج بوده. لایارد، عالم انگلیسی مدتی از عمر خود را در ایذه گذرانید.
۱۴ مورد آثار باستانی مربوط به سلسله‌های ماقبل میلاد در آن وجود دارد ازجمله ایلامیها. از دیگر آثار معروف باستانی این شهرستان می‌توان اشکفت سلمان و کول فرح و خنگ اژدر یا روستای شمی و… نام برد لازم است ذکر شود که مجسمه ایاپیر از روستای شمی کشف شده است که به این مجسمه مرد پارتی هم می‌گویند.
پل ایذج یکی دیگر از آثار باستانی ایذه می‌باشد، این پل از شگفتی‌های قابل توجه تاریخی است، زیرا جنس آن از سنگ و ملات ساروج بوده و بر روی بستر رودخانه‌ای خشک و بسیار عمیقی بنا شده است. همچنین در ایذج آتشکده‌ای قرار داشته است که تا زمان هارون الرشید فروزان بوده است.
بردگوریهای موجود در کوه‌های ایذه و بختیاری نیز حکایت از دین اهالی آن پیش از اسلام و در ایران باستان زرتشتی دارد.
شیرهای سنگی بردشیر نیز از آثار باستانی ایذه به‌شمار می‌روند که البته نمونه‌های بسیاری در دیگر نقاط بختیاری یافت می‌شود.

## گردشگری جهانگردی
علیرغم آب وهوای مساعد، وجود پتانسیل‌های طبیعی و تاریخی گردشگری نظیر:
- منطقه باستانی شمی
- جنگل‌های گلزار
- بقیه تاریخی اتابکان لر
- گردنه سراک
- بام ایذه کوه الهک
- روستای زیبا و تفریحی گردشگری غریبی‌ها
- آثار باستانی خونگ اژدر
- آثار باستانی کول فرح
- بردگوری (گوردخمه‌های)مربوط به ایران باستان
- تنگ قاسمی
- روستای حاجی کمال (بام خوزستان)
- روستای کوهشور
- پل‌های دوقلوی کارون جایگزین پل قدیم شالو
- تالاب میانگران
- تالاب بندون
- قنات‌های راسوند
- قلعه کژدم در بالای کوه
- روستای زیبا و گردشگری رکعت شالو
- بخش سوسن با دشت‌های فراوان گل شقایق
- روستای کارتا (سلطان ابراهیم)
- سد کارون۳
- روستای کهباد یک
- روستای تاریخی و گردشگری شیمن
- روستای تاریخی و گردشگری شیوند
- منطقه توریستی تفریحی حاشیه دریاچه سد و نیروگاه کارون سه
- دشت زییای مرغا
- روستای زیبا و پلکانی زراس

(حاشیه سد کارون ۳)
- منطقه توریستی تفریحی گلزار
- کوشک نور آباد
- جنگل‌های بلوط در دامنه کوه منگشت
- آبشار شیوند
- آبشار خواجه انور
- آبشار توف سفید (لری بختیاری:توف اسپید)
- آثار باستانی اشکفت سلیمان در جنوب شهر ایذه

تصاویری ازطبیعت و زیبایی ایذه

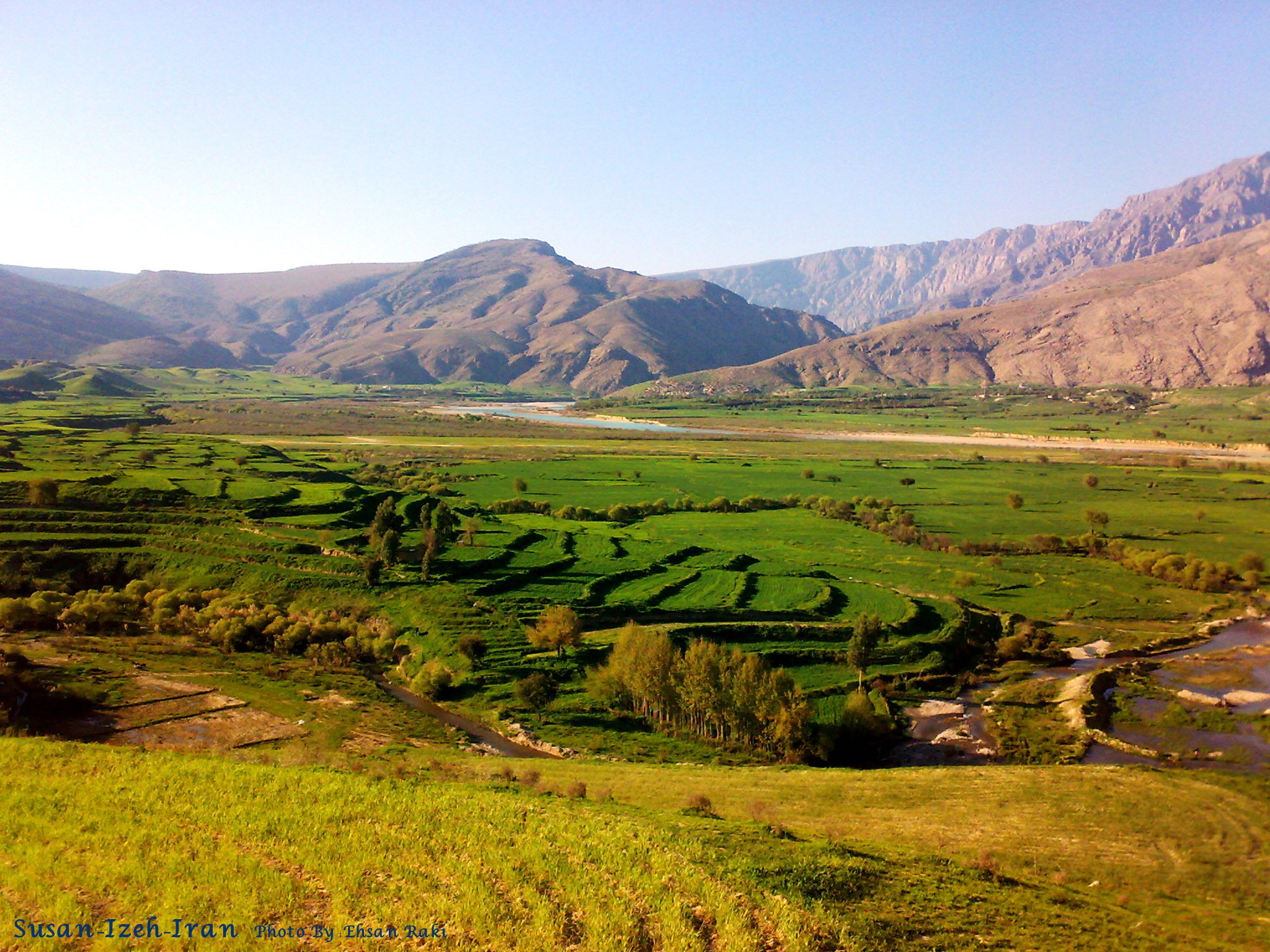
دشت سوسن ایذه در بهار
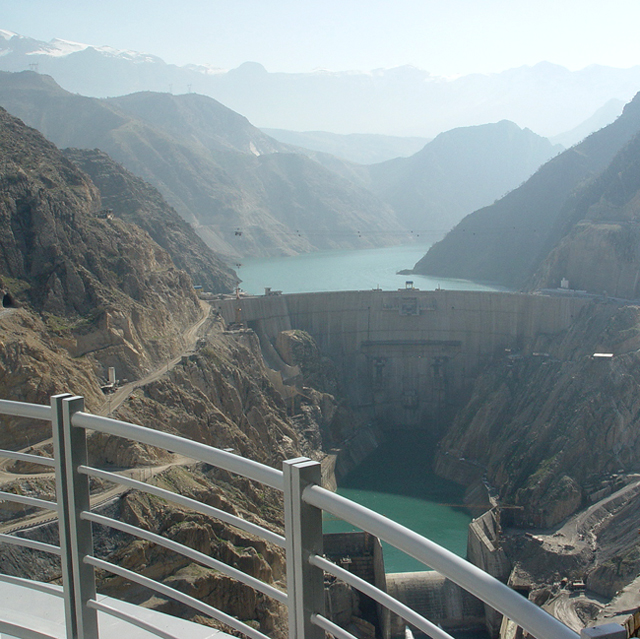
سد کارون ۳ در ایذه  بزرگترین سد برق آبی کشوراز بزرگترین سدهای خاورمیانه
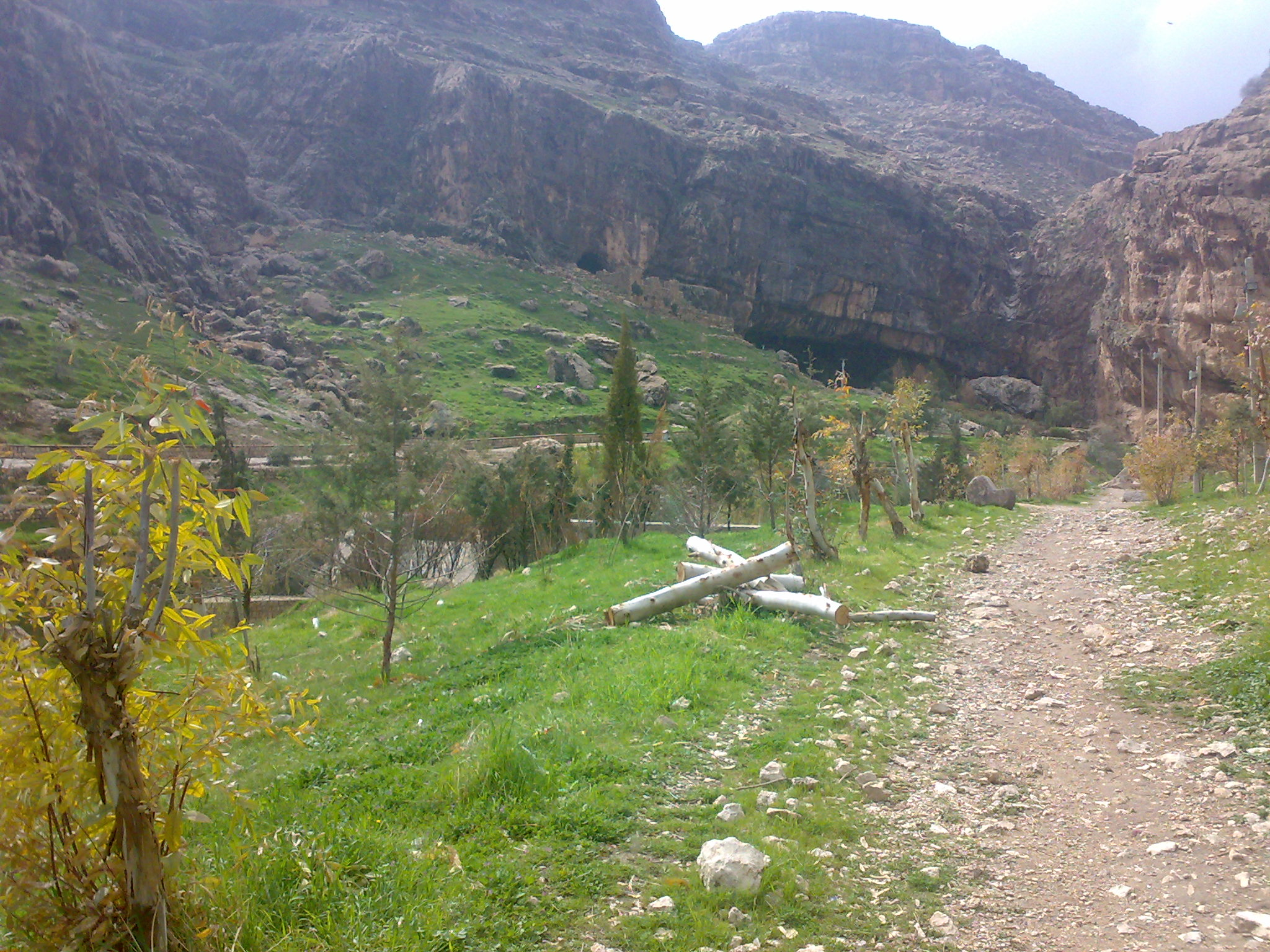
اشکفت سلمان در دامنه کوه الهک

## صنایع‌دستی و قالی بختیاری
بافت قالی و قالیچه‌های لری بختیاری از دیرباز در ایذه، مانند سایر مناطق بختیاری رونق داشته است. مردم ایذه از بدو تولد با طبیعت زیبای ایذه یعنی با کوه، جنگل بلوط، ارتفاعات برفی و رودخانه‌ها ارتباط برقرار می‌کنند و از این‌ها هم در طرح قالی‌های خود استفاده می‌کنند و صنایع دستی ایذه الهام گرفته از طبیعت زیبای ایذه است. قالی بختیاری (فرش لری بختیاری) نوعی قالی کهنِ ایرانی است که در آن از نقش‌های حیواناتی همچون بز کوهی (کل، پازن) و کبک و… در کنار نقش گل و بوته بهره گرفته می‌شود البته عمده شهرت قالی‌های لری بختیاری به‌دلیل به‌کارگیری اشکال هندسی و ذهنی باف همراه با رنگ و پشم و الیافِ طبیعی در آن است.
از دیگر صنایع دستی ایذه می‌توان وریس بافی، شیردند بافی، گلیم بافی گلیم لری، نمد مالی، گیوه دوزی، چوقابافی، شیرسنگی تراشی و… نام برد.

## نگارخانه

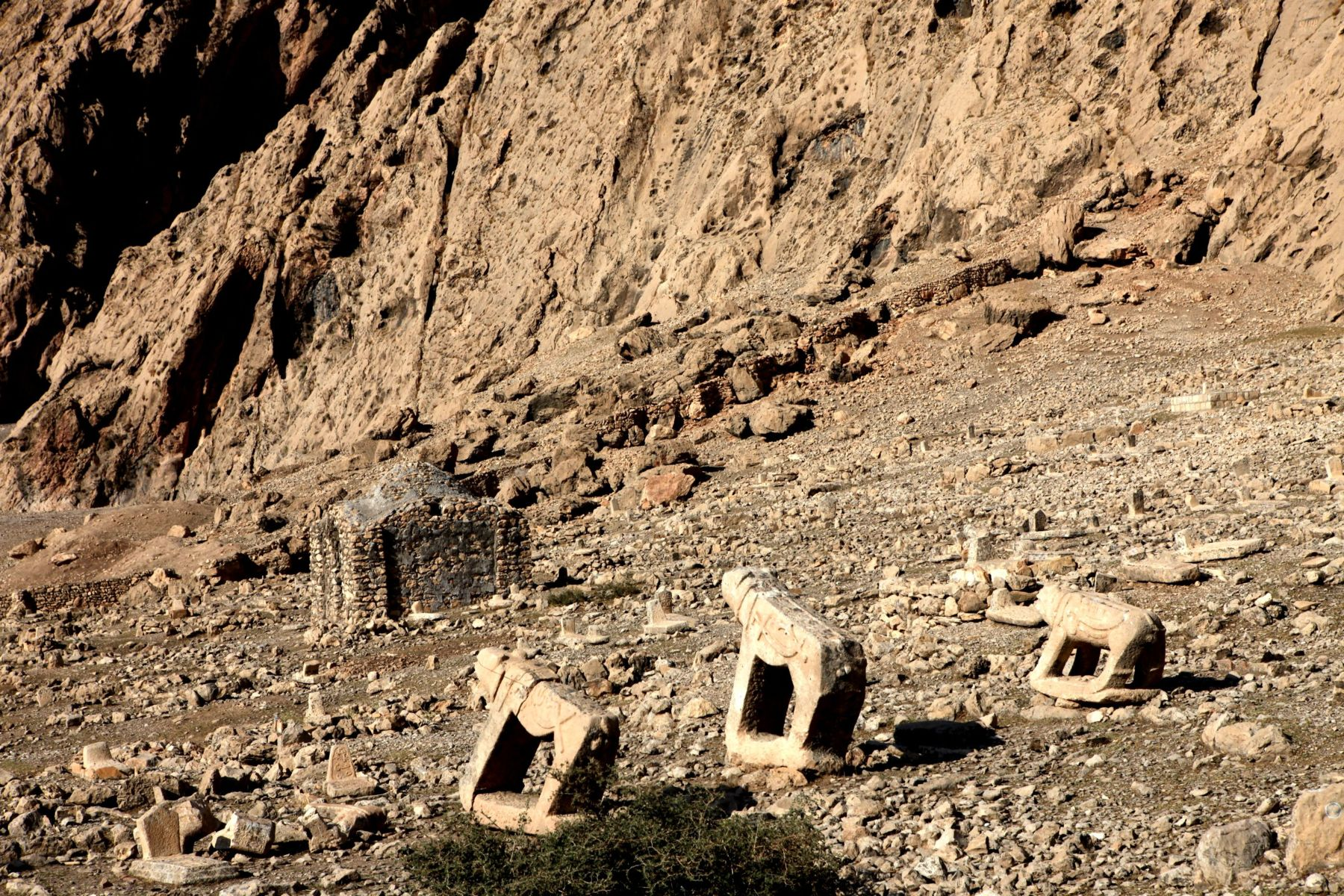
شیرهای سنگی در شهسوار ( روستای کهباد یک)
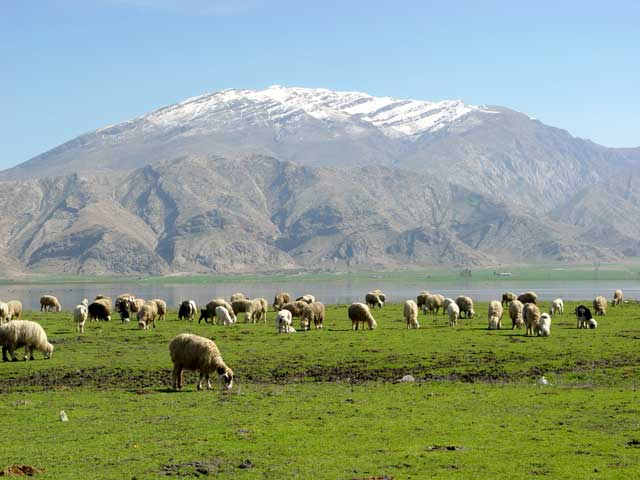
مراتع و کوه‌های برف گیر ایذه از نمای تالاب میانگران
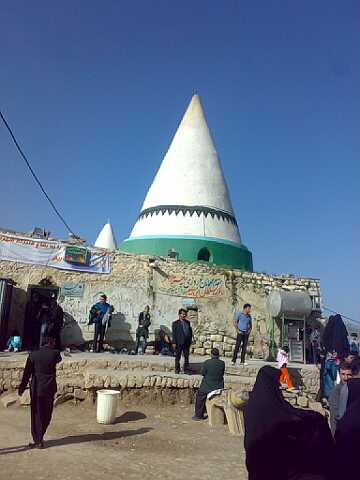
سلطان ابراهیم.بخش سوسن
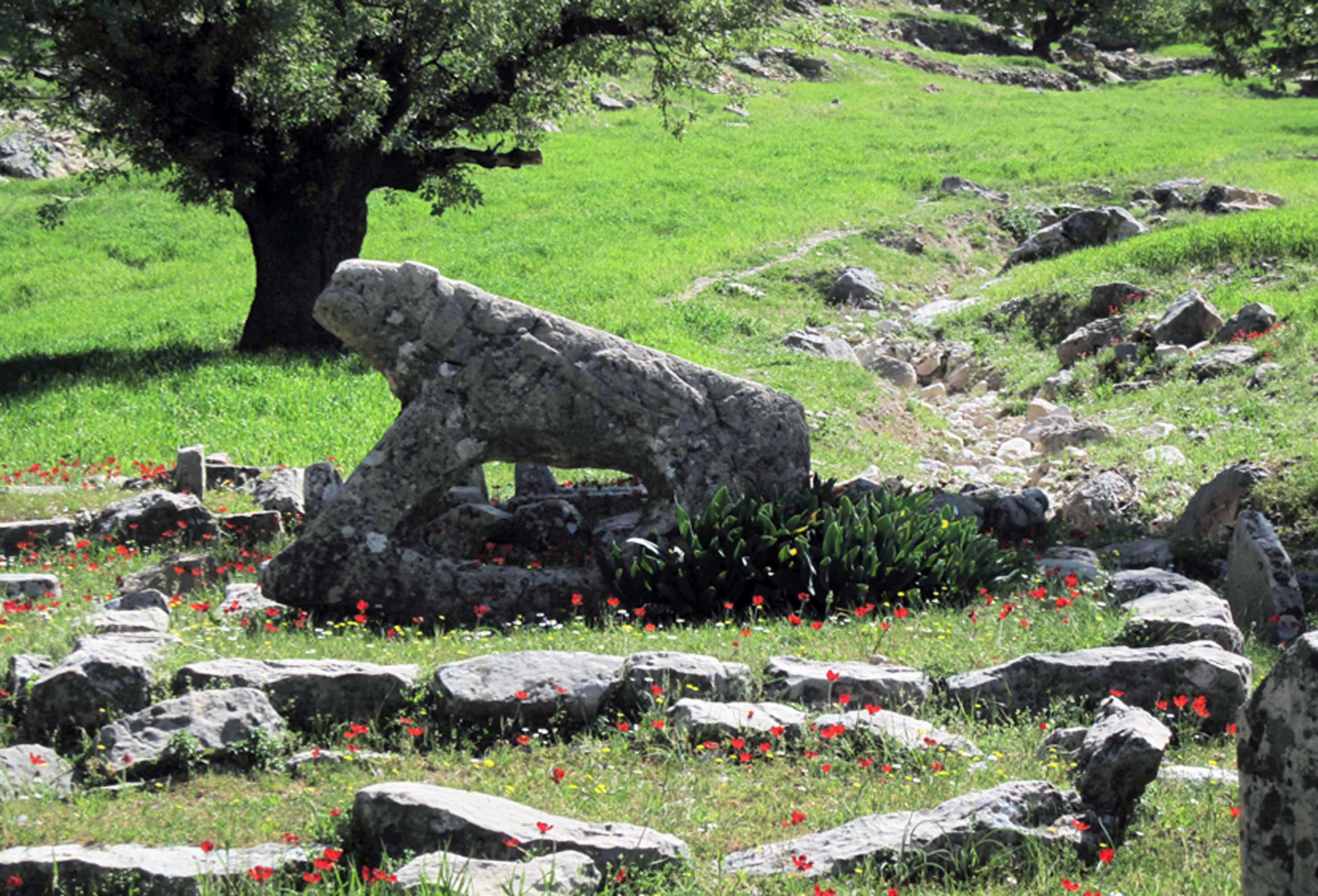
شیر سنگی روستای شیمن در بخش سوسن